# Dorcadion funestum
Dorcadion funestum är en skalbaggsart som beskrevs av Ludwig Ganglbauer 1884. Dorcadion funestum ingår i släktet Dorcadion och familjen långhorningar. Inga underarter finns listade i Catalogue of Life.